# Chaumes-en-Brie
Chaumes-en-Brie est une commune française située dans le département de Seine-et-Marne en région Île-de-France.

## Géographie

### Localisation
La commune est à 50 km à l'est de Paris, distante de 20 km de Melun, 15 km de Tournan-en-Brie, 10 km de Rozay-en-Brie, 5 km de Fontenay-Trésigny, 3 km de Beauvoir et de Verneuil-l'Étang.

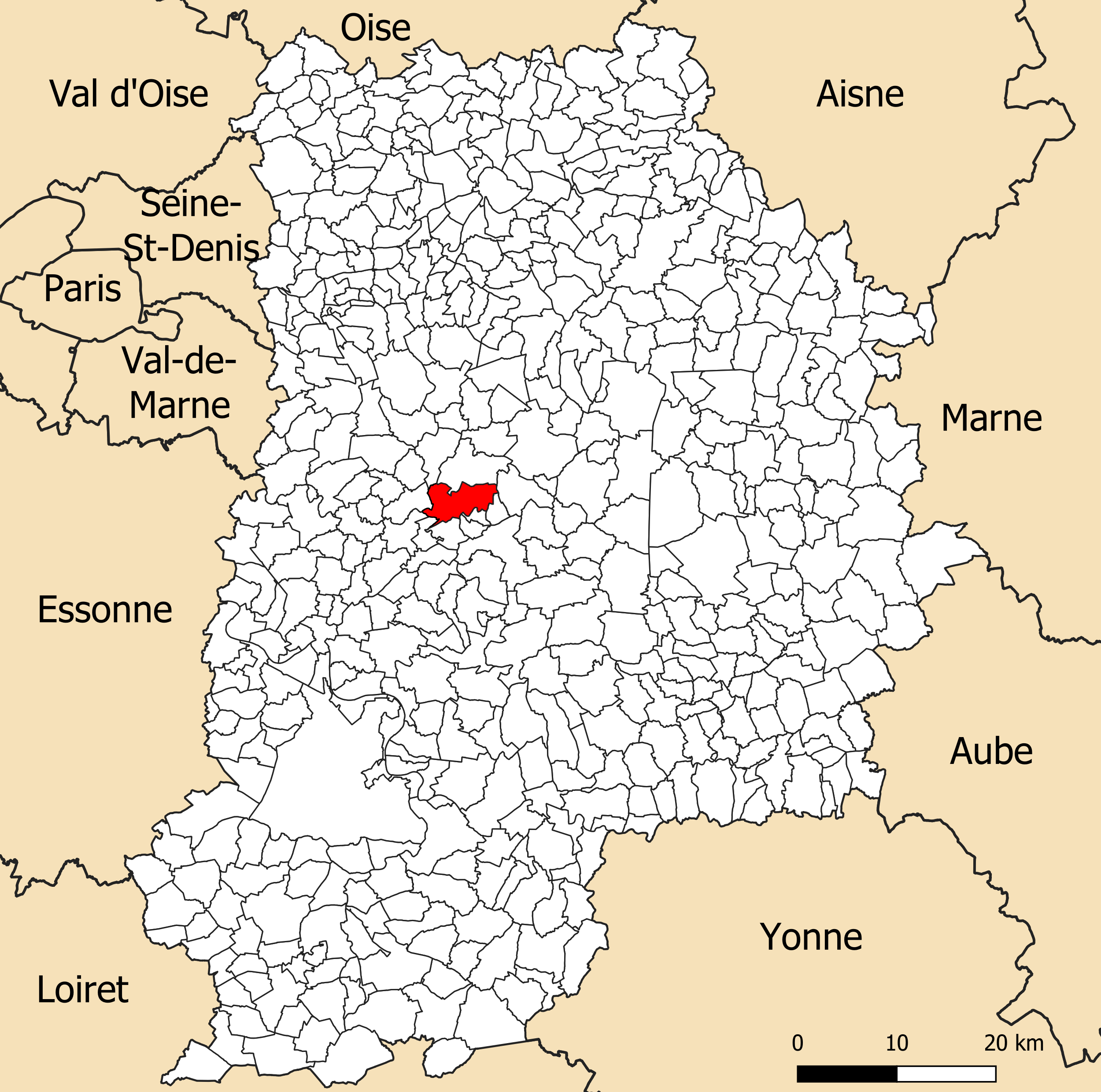
Localisation de la commune de Chaumes-en-Brie dans le département de Seine-et-Marne.

### Communes limitrophes
| Châtres                  | Fontenay-Trésigny         | Bernay-Vilbert |
| Ozouer-le-Voulgis Yèbles | Chaumes-en-Brie           | Courtomer      |
| Guignes                  | Verneuil-l'Étang Beauvoir | Argentières    |

### Géologie et relief
Chaumes-en-Brie domine la vallée de l'Yerres et de celle d'un de ses affluents, le Bréon.
L'altitude de la commune varie de 67 mètres à 116 mètres pour le point le plus haut, le centre du bourg se situant à environ 94 mètres d'altitude (mairie). Elle est classée en zone de sismicité 1, correspondant à une sismicité très faible.

### Hydrographie

#### Réseau hydrographique

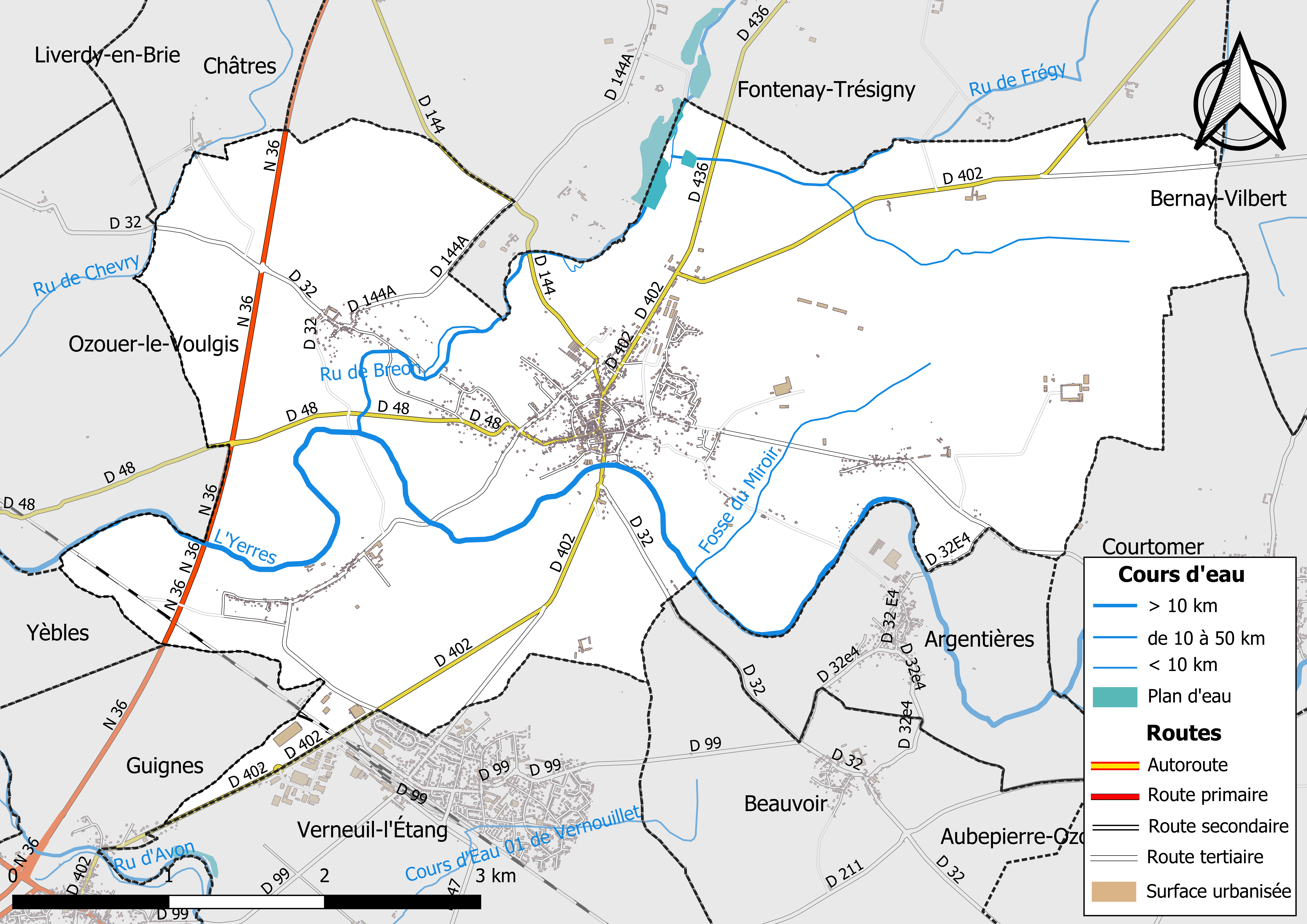
Carte des réseaux hydrographique et routier de Chaumes-en-Brie.

Le réseau hydrographique de la commune se compose de neuf cours d'eau référencés : 
- La rivière l'Yerres, longue de 98,23 km[3], affluent en rive droite de la Seine ;
  - le fossé du Miroir, 2,19 km[4], et ;
  - Le ru de Bréon, long de 22,13 km[5], affluents de l’Yerres, ainsi que :
    - un bras de 0,28 km[6] ;
    - un bras de 0,51 km[7] ;
      - le ru de Frégy, 5,02 km[8], qui conflue avec le bras du Bréon ;
        - le fossé 02 des Vieux Prés, 2,23 km[9], affluent du ru de Frégy ;

    - un bras de 0,61 km[10] ;
- le ru de Chevry, cours d'eau naturel et canal de 6,09 km[11], affluent de la Marsange.

La longueur totale des cours d'eau sur la commune est de 17,74 km.

#### Gestion des cours d'eau
Afin d’atteindre le bon état des eaux imposé par la Directive-cadre sur l'eau du 23 octobre 2000, plusieurs outils de gestion intégrée s’articulent à différentes échelles : le SDAGE, à l’échelle du bassin hydrographique, et le SAGE, à l’échelle locale. Ce dernier fixe les objectifs généraux d’utilisation, de mise en valeur et de protection quantitative et qualitative des ressources en eau superficielle et souterraine. Le département de Seine-et-Marne est couvert par six SAGE, au sein du bassin Seine-Normandie.
La commune fait partie du SAGE « Yerres », approuvé le 13 octobre 2011. Le territoire de ce SAGE correspond au bassin versant de l’Yerres, d'une superficie de 1 017 km2, parcouru par un réseau hydrographique de 450 kilomètres de long environ, répartis entre le cours de l’Yerres et ses affluents principaux que sont : le ru de l'Étang de Beuvron, la Visandre, l’Yvron, le Bréon, l’Avon, la Marsange, la Barbançonne, le Réveillon. Le pilotage et l’animation du SAGE sont assurés par le syndicat mixte pour l’Assainissement et la Gestion des eaux du bassin versant de l’Yerres (SYAGE), qualifié de « structure porteuse ».

### Climat
Pour des articles plus généraux, voir Climat de l'Île-de-France et Climat de Seine-et-Marne.
En 2010, le climat de la commune est de type climat océanique dégradé des plaines du Centre et du Nord, selon une étude du CNRS s'appuyant sur une série de données couvrant la période 1971-2000. En 2020, Météo-France publie une typologie des climats de la France métropolitaine dans laquelle la commune est exposée à un climat océanique altéré et est dans la région climatique Nord-est du bassin Parisien, caractérisée par un ensoleillement médiocre, une pluviométrie moyenne régulièrement répartie au cours de l’année et un hiver froid (3 °C).
Pour la période 1971-2000, la température annuelle moyenne est de 10,9 °C, avec une amplitude thermique annuelle de 15,3 °C. Le cumul annuel moyen de précipitations est de 734 mm, avec 11,4 jours de précipitations en janvier et 8,1 jours en juillet. Pour la période 1991-2020, la température moyenne annuelle observée sur la station météorologique la plus proche, située sur la commune de Grandpuits-Bailly-Carrois à 13 km à vol d'oiseau, est de 11,3 °C et le cumul annuel moyen de précipitations est de 704,0 mm,. Pour l'avenir, les paramètres climatiques de la commune estimés pour 2050 selon différents scénarios d'émission de gaz à effet de serre sont consultables sur un site dédié publié par Météo-France en novembre 2022.

### Milieux naturels et biodiversité

#### Réseau Natura 2000

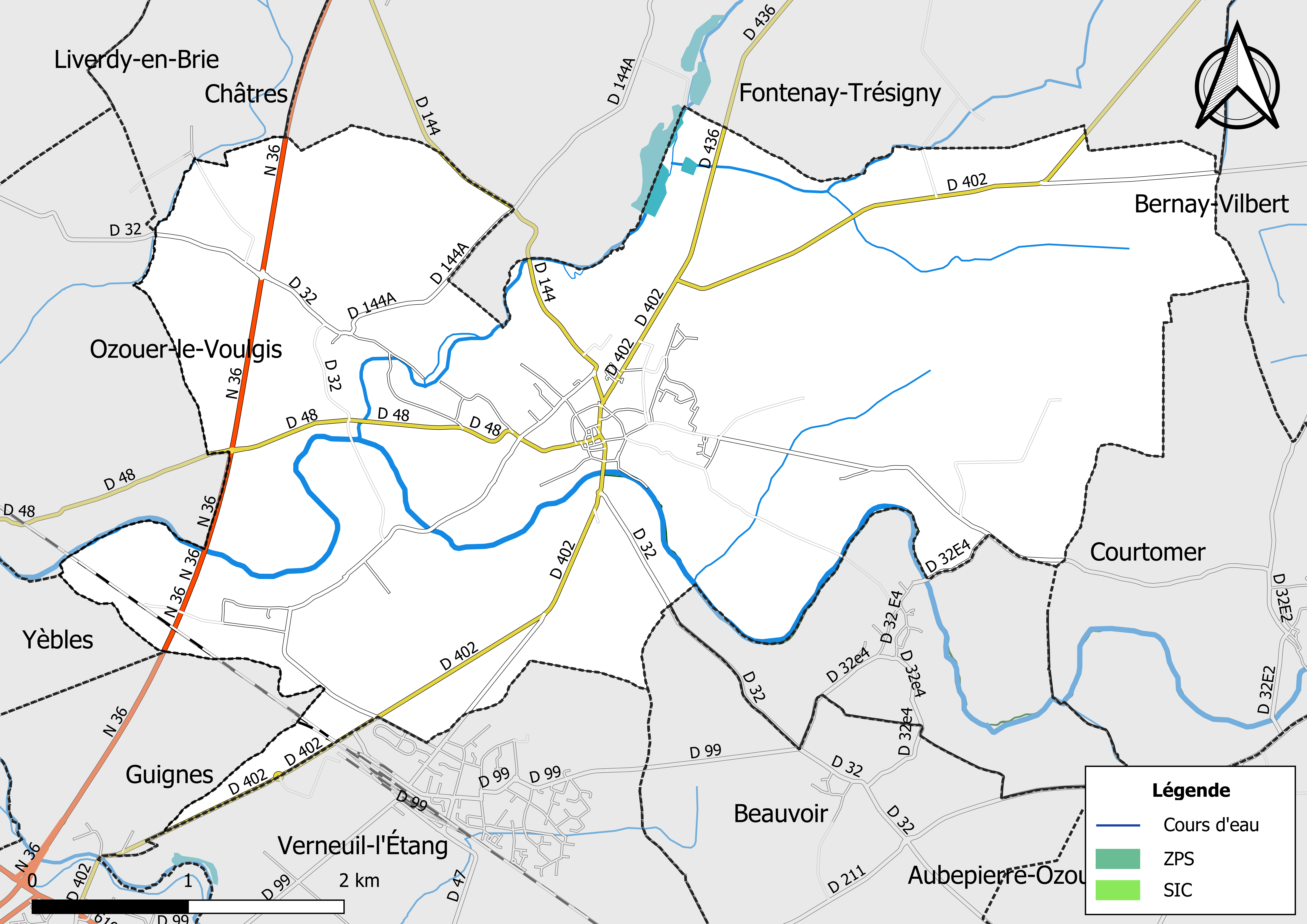
Sites Natura 2000 sur le territoire communal.

Le réseau Natura 2000 est un réseau écologique européen de sites naturels d’intérêt écologique élaboré à partir des Directives « Habitats » et « Oiseaux ». Ce réseau est constitué de Zones spéciales de conservation (ZSC) et de Zones de protection spéciale (ZPS). Dans les zones de ce réseau, les États Membres s'engagent à maintenir dans un état de conservation favorable les types d'habitats et d'espèces concernés, par le biais de mesures réglementaires, administratives ou contractuelles.
Un site Natura 2000 a été défini sur la commune au titre de la « directive Habitats » : 
- « L'Yerres de sa source a Chaumes-en-Brie », d'une superficie de 18 ha, un tronçon de 40 km de l'Yerres qui héberge une faune piscicole et une végétation aquatique devenues rares en Ile-de-France[24],[25].

#### Zones naturelles d'intérêt écologique, faunistique et floristique

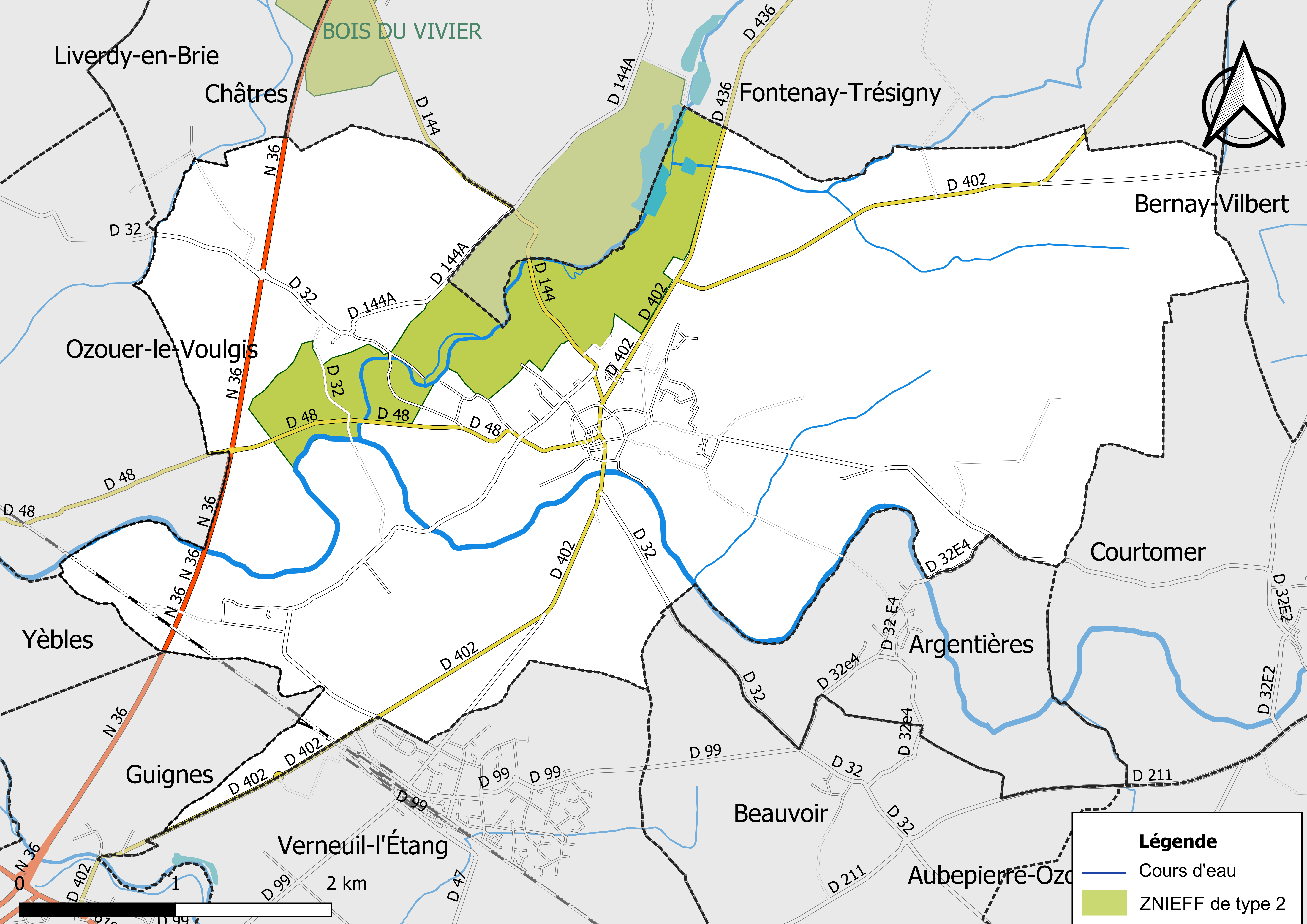
Carte des ZNIEFF de type 2 localisées sur la commune.

L’inventaire des zones naturelles d'intérêt écologique, faunistique et floristique (ZNIEFF) a pour objectif de réaliser une couverture des zones les plus intéressantes sur le plan écologique, essentiellement dans la perspective d’améliorer la connaissance du patrimoine naturel national et de fournir aux différents décideurs un outil d’aide à la prise en compte de l’environnement dans l’aménagement du territoire.
Le territoire communal de Chaumes-en-Brie comprend un ZNIEFF de type 2,, 
la « Basse vallée du Bréon » (275,8 ha), couvrant 2 communes du département.

## Urbanisme

### Typologie
Au 1er janvier 2024, Chaumes-en-Brie est catégorisée bourg rural, selon la nouvelle grille communale de densité à sept niveaux définie par l'Insee en 2022.
Elle appartient à l'unité urbaine de Chaumes-en-Brie, une unité urbaine monocommunale constituant une ville isolée,. Par ailleurs la commune fait partie de l'aire d'attraction de Paris, dont elle est une commune de la couronne,. Cette aire regroupe 1 929 communes,.

### Lieux-dits et écarts
La commune compte 119 lieux-dits administratifs répertoriés consultables ici dont Maurevert, Forest, Arcy (source : le fichier Fantoir).

### Occupation des sols
L'occupation des sols de la commune, telle qu'elle ressort de la base de données européenne d’occupation biophysique des sols Corine Land Cover (CLC), est marquée par l'importance des territoires agricoles (64,4 % en 2018), en diminution par rapport à 1990 (69,8 %). La répartition détaillée en 2018 est la suivante : 
terres arables (53 %), forêts (24,8 %), zones urbanisées (8,3 %), prairies (7 %), zones agricoles hétérogènes (4,3 %), espaces verts artificialisés, non agricoles (1,3 %), zones industrielles ou commerciales et réseaux de communication (0,7 %), eaux continentales (0,5 %).
Parallèlement, L'Institut Paris Région, agence d'urbanisme de la région Île-de-France, a mis en place un inventaire numérique de l'occupation du sol de l'Île-de-France, dénommé le MOS (Mode d'occupation du sol), actualisé régulièrement depuis sa première édition en 1982. Réalisé à partir de photos aériennes, le Mos distingue les espaces naturels, agricoles et forestiers mais aussi les espaces urbains (habitat, infrastructures, équipements, activités économiques, etc.) selon une classification pouvant aller jusqu'à 81 postes, différente de celle de Corine Land Cover,,. L'Institut met également à disposition des outils permettant de visualiser par photo aérienne l'évolution de l'occupation des sols de la commune entre 1949 et 2018.

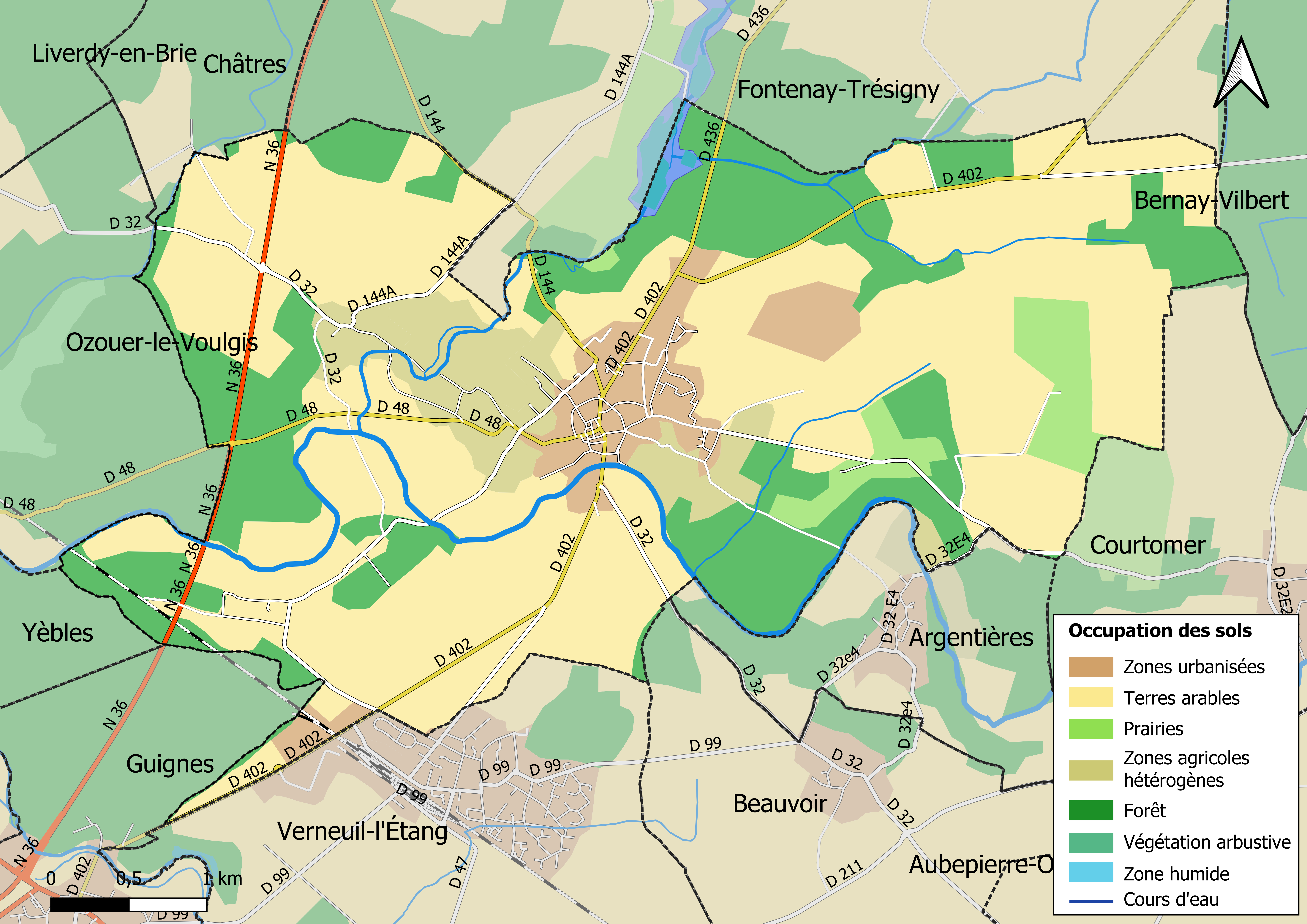
Carte des infrastructures et de l'occupation des sols en 2018 (CLC) de la commune.
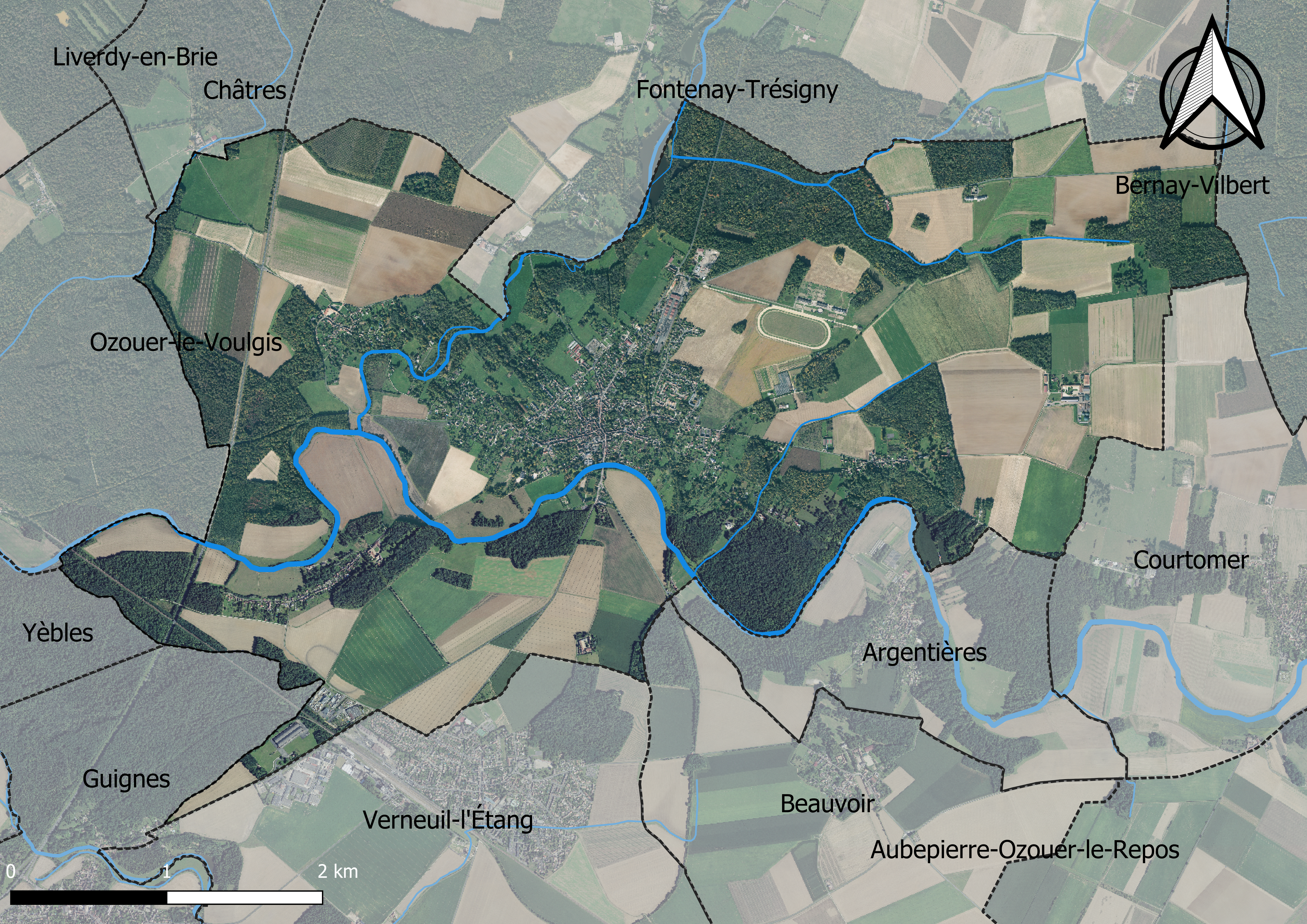
Carte orhophotogrammétrique de la commune.

### Planification
La commune, en 2019, avait engagé l'élaboration d'un plan local d'urbanisme.

### Logement
En 2016, le nombre total de logements dans la commune était de 1 504 (dont 68 % de maisons et 30,4 % d’appartements).
Parmi ces logements, 84,3 % étaient des résidences principales, 4,4 % des résidences secondaires et 11,3 % des logements vacants.
La part des ménages propriétaires de leur résidence principale s’élevait à 71,6 % contre 23 % de locataires, dont 3,3 % de logements HLM loués vides (logements sociaux) et 5,4 % logés gratuitement.

### Voies de communication et transports
En venant de Paris on peut y accéder soit par la route nationale 4, soit par la route nationale 19. La route départementale D 402 traverse la commune qui est située à égale distance de ces deux nationales.

## Toponymie
Le nom de la localité est attesté sous les formes Culmae et Abbas Culmensis en 1114 ; Abbatia de Caumis en 1156 ; De Calmis en 1166 ; Abbas Chalmensis en 1188 ; De Chaumis en 1201 ; De Chalmis en 1225 ; De Calmis en 1322 ; Chausmes en 1400 ; Chaumes en Brye en 1492 ; Chaulmes en Brye en 1524 ; Chaulme en 1668 ; Chaumes-en-Brie (Décret du 7 septembre 1905).
Chaume : issu du bas latin calma, pluriel de l'oïl chaume « Terre inculte, lande, hauteur ou plateau en friche ».

## Histoire
Cette antique bourgade romaine s'appelait Calma ce qui signifie hauteur, la commune étant localisée sur un plateau.
La ville était fortifiée au Moyen Âge et dotée d'une longue muraille dont il reste des vestiges.
Appelée à l'origine Chaumes, elle deviendra par arrêté du 7 septembre 1905, Chaumes-en-Brie.

## Politique et administration

### Rattachements administratifs et électoraux
La commune se trouve  dans l'arrondissement de Melun du département de Seine-et-Marne. Pour l'élection des députés, elle fait partie depuis 1988 de la neuvième circonscription de Seine-et-Marne.
Elle faisait partie depuis 1801 du  canton de Tournan-en-Brie. Dans le cadre du redécoupage cantonal de 2014 en France, la commune est désormais rattachée au canton de Fontenay-Trésigny.

### Intercommunalité
La commune était membre de la communauté de communes de l'Yerres à l'Ancœur, créée fin 2005.
Dans le cadre des dispositions de la loi portant nouvelle organisation territoriale de la République (Loi NOTRe) du 7 août 2015, qui prévoit que les établissements publics de coopération intercommunale (EPCI) à fiscalité propre doivent avoir un minimum de 15 000 habitants (et 5 000 habitants en zone de montagnes), le préfet de Seine-et-Marne a rendu public le 23 décembre 2016 un nouveau projet de schéma départemental de coopération intercommunale (SDCI) qui prend en compte le redécoupage de la plupart des intercommunalités, prévoyant notamment le regroupement de la communauté de communes Vallées et Châteaux avec des communes voisines des communautés de communes de la Brie centrale, du Pays de Seine et des Gués de l’Yerres.
C'est ainsi que la commune intègre la nouvelle communauté de communes Brie des Rivières et Châteaux, créée le 1er janvier 2017, dont elle est désormais membre.

### Politique locale
À la suite de la démission de plus d'un tiers du  conseil municipal en janvier 2018, motivé, selon les protestataires, par une gestion autocratique du maire, des élections municipales sont organisées en mars 2018,,, amenant l'élection de la liste d'opposition menée par  François Venanzuola (SE), qui recueille 457 voix (51,81 % des suffrages exprimés) et 18 sièges au conseil municipal et trois à la communauté de communes Brie des rivières et châteaux (CCBRC) contre celle menée par l'ancien maire-adjoint Mathieu Arlandis (SE), avec 425 voix (48,19 %) et cinq au conseil municipal et 1 siège à l'intercommunalité. Le nouveau conseil a élu le 23 mars 2018 son nouveau maire, François Venanzuola.

### Liste des maires

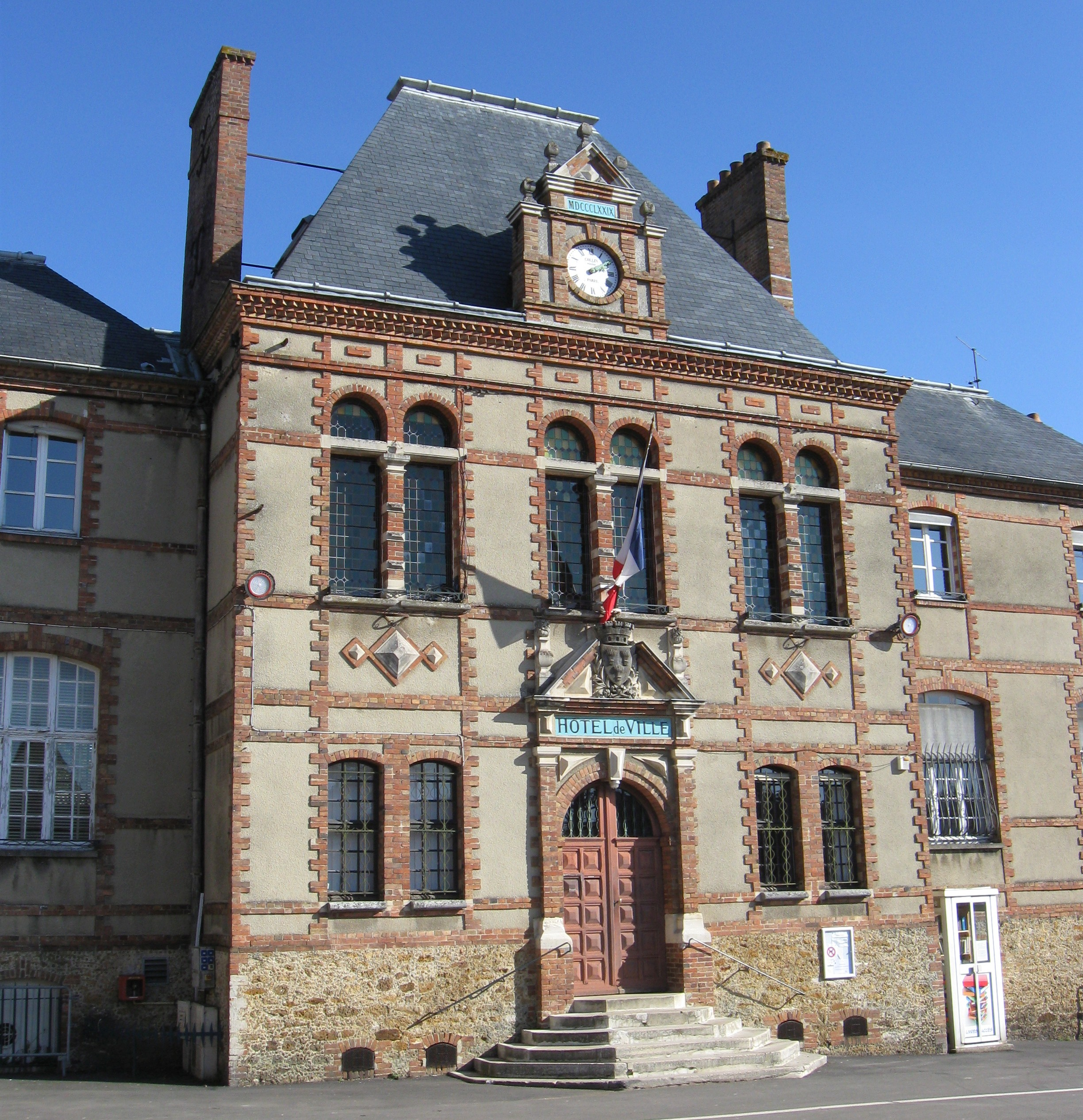
La mairie.

| Période                                  | Période                   | Identité            | Étiquette | Qualité                                                      |
| ---------------------------------------- | ------------------------- | ------------------- | --------- | ------------------------------------------------------------ |
| Les données manquantes sont à compléter. |                           |                     |           |                                                              |
| 1944                                     | 1947                      | André Decreps       |           |                                                              |
| 1947                                     | 1963                      | René Michel         |           |                                                              |
| 1963                                     | mars 1977                 | Jehan Michel        |           |                                                              |
| mars 1977                                | mars 1989                 | André Carer         |           |                                                              |
| mars 1989                                | juin 1995                 | Nicole Sellier      |           |                                                              |
| juin 1995                                | mars 2001                 | José Chevreau       |           |                                                              |
| mars 2001                                | janvier 2004 (démission)  | Pierre Porchez      |           | Expert-comptable                                             |
| 2004                                     | avril 2014                | Jean-Claude Simon   | SE        |                                                              |
| avril 2014,                              | mars 2018                 | Jean-Paul Guyonnaud | SE        | Chef d'entreprise retraité                                   |
| mars 2018                                | En cours (au 25 mai 2020) | François Venanzuola | SE        | Économiste de la construction Réélu pour le mandat 2020-2026 |

### Jumelages
- Krzeszowice (Pologne)

## Équipements et services

### Eau et assainissement
L’organisation de la distribution de l’eau potable, de la collecte et du traitement des eaux usées et pluviales relève des communes. La loi NOTRe de 2015 a accru le rôle des EPCI à fiscalité propre en leur transférant cette compétence. Ce transfert devait en principe être effectif au 1er janvier 2020, mais la loi Ferrand-Fesneau du 3 août 2018 a introduit la possibilité d’un report de ce transfert au 1er janvier 2026,.

#### Assainissement des eaux usées
En 2020, la gestion du service d'assainissement collectif de la commune de Chaumes-en-Brie est assurée par la communauté de communes Brie des Rivières et Châteaux (CCBRC) pour la collecte, le transport et la dépollution. Ce service est géré en délégation par une entreprise privée, dont le contrat arrive à échéance le 31 décembre 2024,,.
L’assainissement non collectif (ANC) désigne les installations individuelles de traitement des eaux domestiques qui ne sont pas desservies par un réseau public de collecte des eaux usées et qui doivent en conséquence traiter elles-mêmes leurs eaux usées avant de les rejeter dans le milieu naturel. La communauté de communes Brie des Rivières et Châteaux (CCBRC) assure pour le compte de la commune le service public d'assainissement non collectif (SPANC), qui a pour mission de vérifier la bonne exécution des travaux de réalisation et de réhabilitation, ainsi que le bon fonctionnement et l’entretien des installations,.

#### Eau potable
En 2020, l'alimentation en eau potable est assurée par la communauté de communes Brie des Rivières et Châteaux (CCBRC) qui en a délégué la gestion à l'entreprise Suez, dont le contrat expire le 31 décembre 2024,.

## Population et société

### Démographie
L'évolution du nombre d'habitants est connue à travers les recensements de la population effectués dans la commune depuis 1793. Pour les communes de moins de 10 000 habitants, une enquête de recensement portant sur toute la population est réalisée tous les cinq ans, les populations de référence des années intermédiaires étant quant à elles estimées par interpolation ou extrapolation. Pour la commune, le premier recensement exhaustif entrant dans le cadre du nouveau dispositif a été réalisé en 2008.

En 2022, la commune comptait 3 452 habitants, en évolution de +8,55 % par rapport à 2016 (Seine-et-Marne : +3,92 %, France hors Mayotte : +2,11 %).
| 1793  | 1800  | 1806  | 1821  | 1831  | 1836  | 1841  | 1846  | 1851  |
| ----- | ----- | ----- | ----- | ----- | ----- | ----- | ----- | ----- |
| 1 627 | 1 755 | 1 793 | 1 611 | 1 705 | 1 658 | 1 685 | 1 730 | 1 730 |

| 1856  | 1861  | 1866  | 1872  | 1876  | 1881  | 1886  | 1891  | 1896  |
| ----- | ----- | ----- | ----- | ----- | ----- | ----- | ----- | ----- |
| 1 833 | 1 813 | 1 838 | 1 717 | 1 793 | 1 858 | 1 896 | 2 292 | 2 003 |

| 1901  | 1906  | 1911  | 1921  | 1926  | 1931  | 1936  | 1946  | 1954  |
| ----- | ----- | ----- | ----- | ----- | ----- | ----- | ----- | ----- |
| 1 992 | 2 021 | 1 966 | 1 755 | 1 840 | 1 956 | 1 935 | 1 803 | 1 803 |

| 1962  | 1968  | 1975  | 1982  | 1990  | 1999  | 2006  | 2008  | 2013  |
| ----- | ----- | ----- | ----- | ----- | ----- | ----- | ----- | ----- |
| 1 665 | 1 792 | 1 823 | 2 139 | 2 500 | 2 743 | 2 958 | 3 007 | 2 976 |

| 2018  | 2022  | - | - | - | - | - | - | - |
| ----- | ----- | - | - | - | - | - | - | - |
| 3 304 | 3 452 | - | - | - | - | - | - | - |

### Manifestations culturelles et festivités
- Marché de Noël
- Marché des fleurs
- Fête champêtre
- Bourses aux vêtements d'hiver et d'été
- Bourses aux jouets
- Concours de pêche
- Fête de la pêche

## Économie

### Revenus de la population et fiscalité
En 2018, le nombre de ménages fiscaux de la commune était de 1 287 (dont 64 % imposés), représentant 3 178 personnes et la  médiane du revenu disponible par unité de consommation  de 24 910 euros, le 1er décile étant de 14 890 euros avec un rapport interdécile de 2,7.

### Emploi
En 2018, le nombre total d’emplois dans la zone était de 553, occupant 1 596 actifs  résidants (dont 13 % dans la commune de résidence et 87 % dans une commune autre que la commune de résidence).
Le taux d'activité de la population (actifs ayant un emploi) âgée de 15 à 64 ans s'élevait à 71,9 % contre un taux de chômage de 6,5 %.
Les 21,6 % d’inactifs se répartissent de la façon suivante : 7,9 % d’étudiants et stagiaires non rémunérés, 4,6 % de retraités ou préretraités et 9,2 % pour les autres inactifs.

### Secteurs d'activité

#### Entreprises et commerces
En 2019, le nombre d’unités légales et d’établissements (activités marchandes hors agriculture) par secteur d'activité était de 186 dont 10 dans l’industrie manufacturière, industries extractives et autres, 41 dans la construction, 48 dans le commerce de gros et de détail, transports, hébergement et restauration, 4 dans l’Information et communication, 6 dans les activités financières et d'assurance, 7 dans les activités immobilières, 32 dans les activités spécialisées, scientifiques et techniques et activités de services administratifs et de soutien, 11 dans l’administration publique, enseignement, santé humaine et action sociale et 27  étaient relatifs aux autres activités de services.
En 2020, 45 entreprises ont été créées sur le territoire de la commune, dont 35 individuelles.
Au 1er janvier 2021, la commune ne disposait pas d’hôtel et de terrain de camping.
La commune héberge le premier méthaniseur de France à injecter du biométhane sur le réseau de distribution de GrDF en 2013, sur une ferme de 350 hectares.

#### Agriculture
Chaumes-en-Brie est dans la petite région agricole dénommée la « Brie boisée », une partie de la Brie autour de Tournan-en-Brie. En 2010, l'orientation technico-économique de l'agriculture sur la commune est la polyculture et le polyélevage.
Si la productivité agricole de la Seine-et-Marne se situe dans le peloton de tête des départements français, le département enregistre un double phénomène de disparition des terres cultivables (près de 2 000 ha par an dans les années 1980, moins dans les années 2000) et de réduction d'environ 30 % du nombre d'agriculteurs dans les années 2010. Cette tendance se retrouve au niveau de la commune où le nombre d’exploitations est passé de 16 en 1988 à 7 en 2010. Parallèlement, la taille de ces exploitations augmente, passant de 77 ha en 1988 à 144 ha en 2010. La commune héberge la première unité française de production de biométhane agricole, mise en service en 2013,.
Le tableau ci-dessous présente les principales caractéristiques des exploitations agricoles de Chaumes-en-Brie, observées sur une période de 22 ans : 
|                                      | 1988  | 2000  | 2010  |
| ------------------------------------ | ----- | ----- | ----- |
| Dimension économique,                |       |       |       |
| Nombre d’exploitations (u)           | 16    | 15    | 7     |
| Travail (UTA)                        | 50    | 34    | 22    |
| Surface agricole utilisée (ha)       | 1 232 | 1 226 | 1 011 |
| Cultures                             |       |       |       |
| Terres labourables (ha)              | 1 167 | 1 212 | 867   |
| Céréales (ha)                        | 876   | 669   | 513   |
| dont blé tendre (ha)                 | 534   | 446   | 347   |
| dont maïs-grain et maïs-semence (ha) | 308   | 118   | 104   |
| Tournesol (ha)                       | 48    |       |       |
| Colza et navette (ha)                | 50    | s     | 105   |
| Élevage                              |       |       |       |
| Cheptel (UGBTA)                      | 480   | 764   | 418   |

## Culture locale et patrimoine

### Monuments et lieux remarquables
La commune compte trois monuments répertoriés à l'inventaire des monuments historiques (Base Mérimée). :

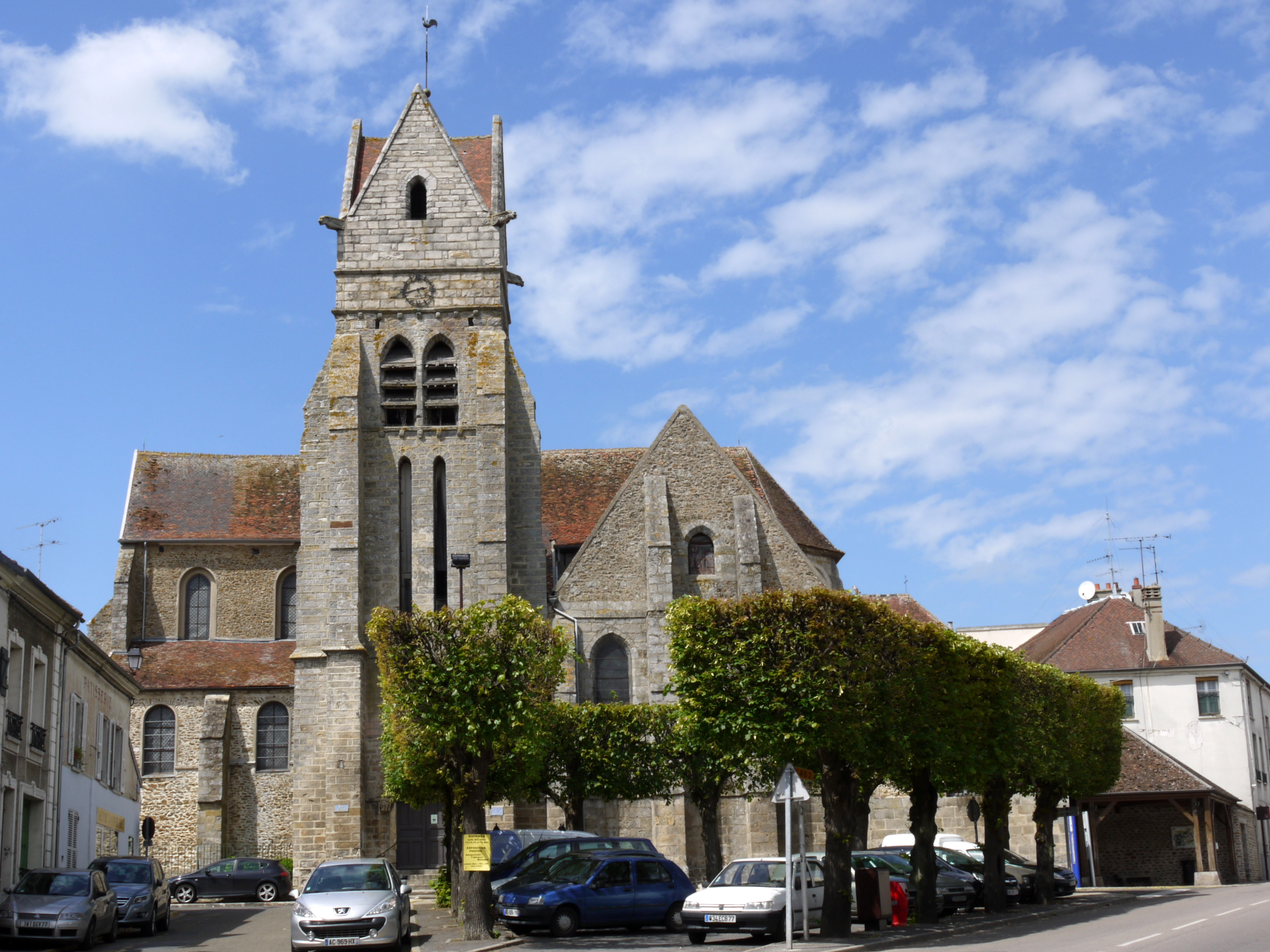
L'église Saint-Pierre-Saint-Paul.

- L'église Saint-Pierre-Saint-Paul, classée MH[86],[87].

C'est la seule qui reste des trois églises de Chaumes.
Les parties les plus anciennes, le clocher, le chœur, l'abside, les chapelles Saint-Roch et de la Vierge datent du XIIIe siècle. De nombreuses restaurations se sont succédé. Le portail a été édifié en 1755. La flèche, détruite par la foudre en 1766 et reconstruite en 1866, est à nouveau foudroyée en 1942. Elle sera restaurée en 1964.
À l'intérieur, on peut admirer une crucifixion due au peintre Philippe de Champaigne. Un reliquaire renferme des ossements de différents saints.
L'orgue : avant 2016, c'était un orgue du milieu du XVIIIe siècle qui prenait place dans l'église ce n'était donc pas l'orgue sur lequel ont joué les membres de la famille Couperin. Il a été remplacé en 2016 par un autre à l'origine du facteur allemand Franz Breil, sa reconstruction pour notre église ayant été confiée au facteur Thierry Lemercier et l'harmonie réalisée par le facteur Bernard Hurvy ;
- Jardin d'agrément dit parc des Tilleuls,  Inscrit MH[88] ;
- Jardin d'agrément et parc du château d'Arcy,  Inscrit MH[89].

### Autres lieux et monuments

#### Édifices situés dans la ville de Chaumes

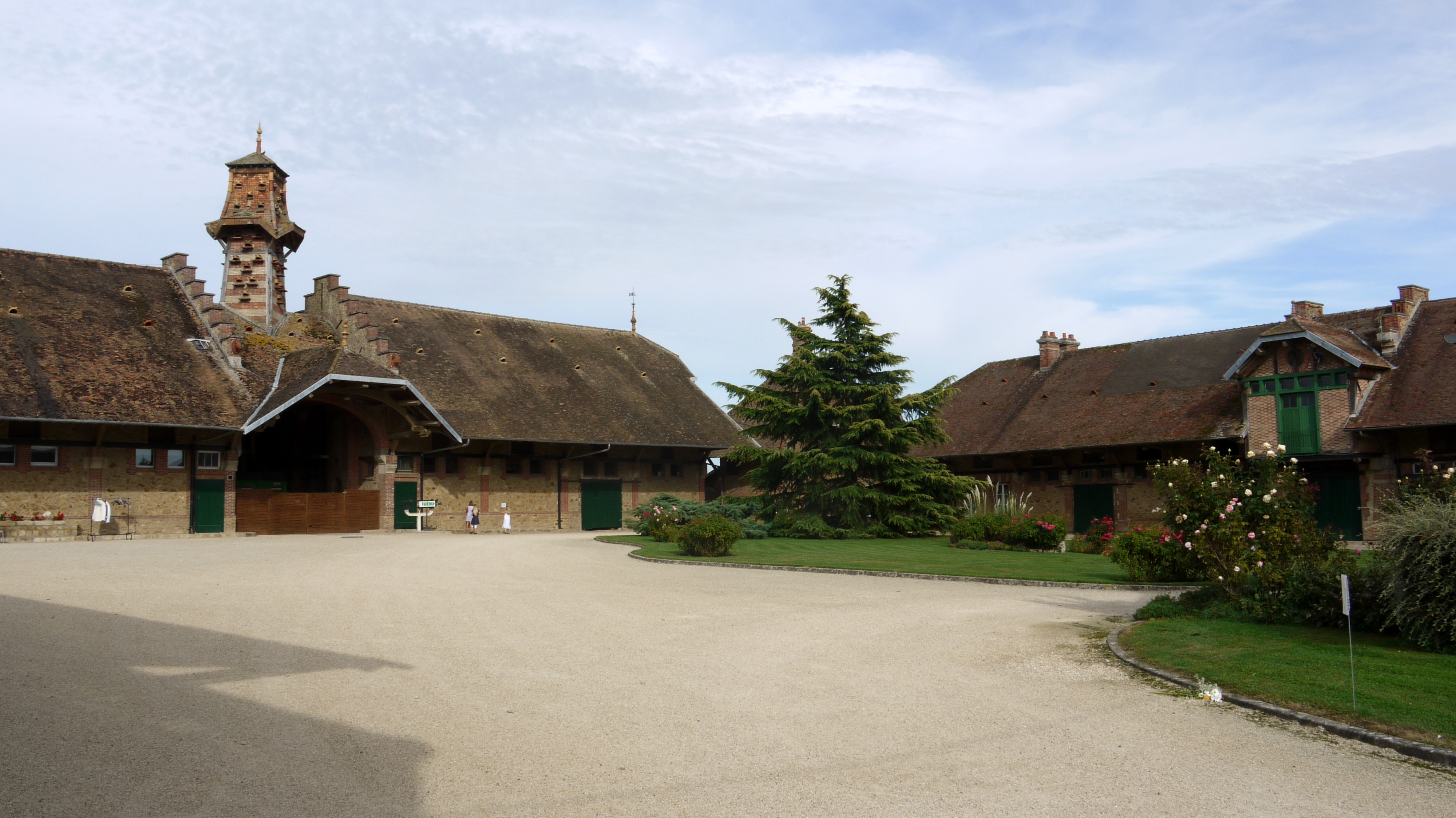
Ferme de Forest : vue d'ensemble.

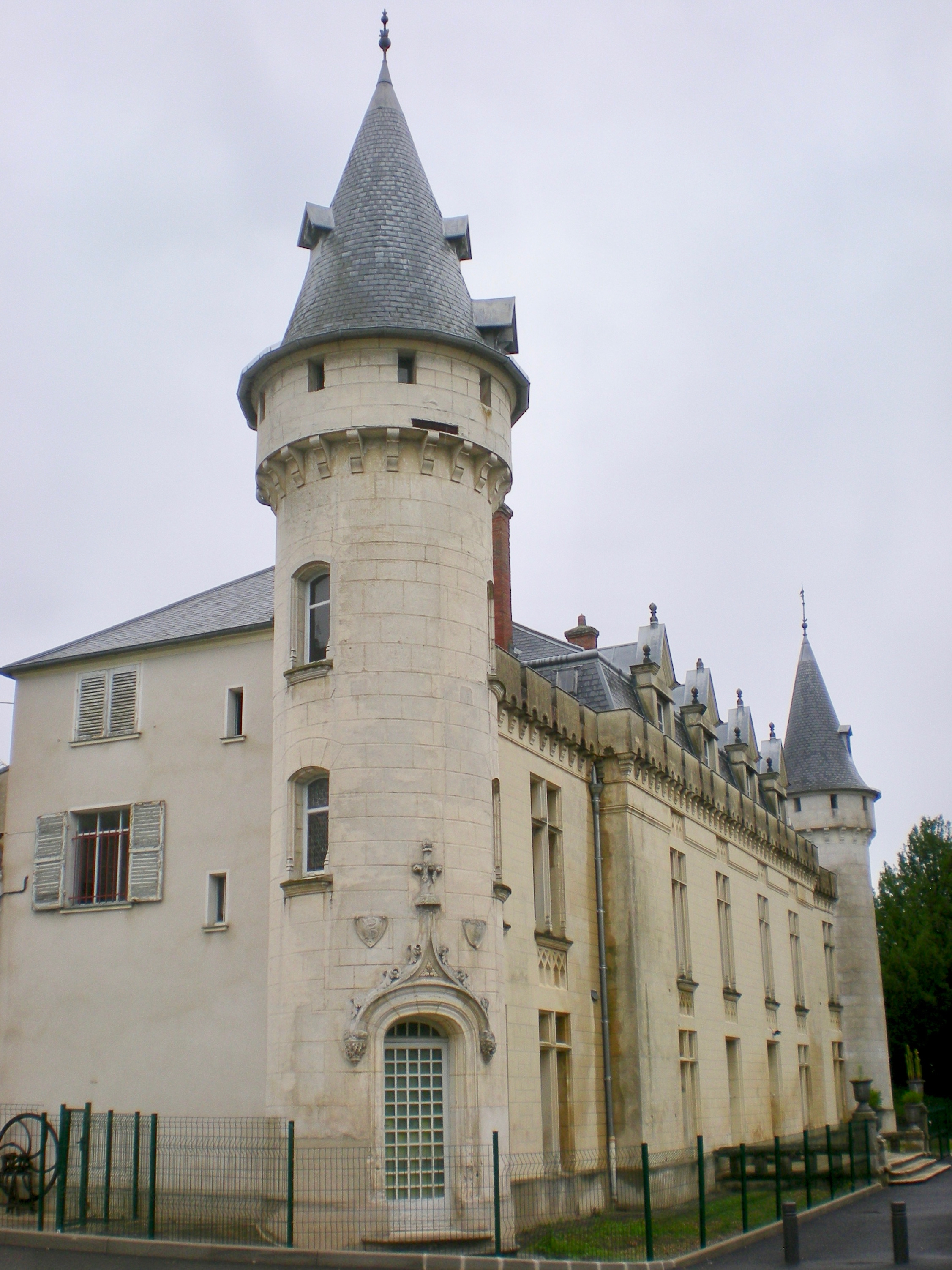
L'ancienne école maternelle, château de l'Abbaye.

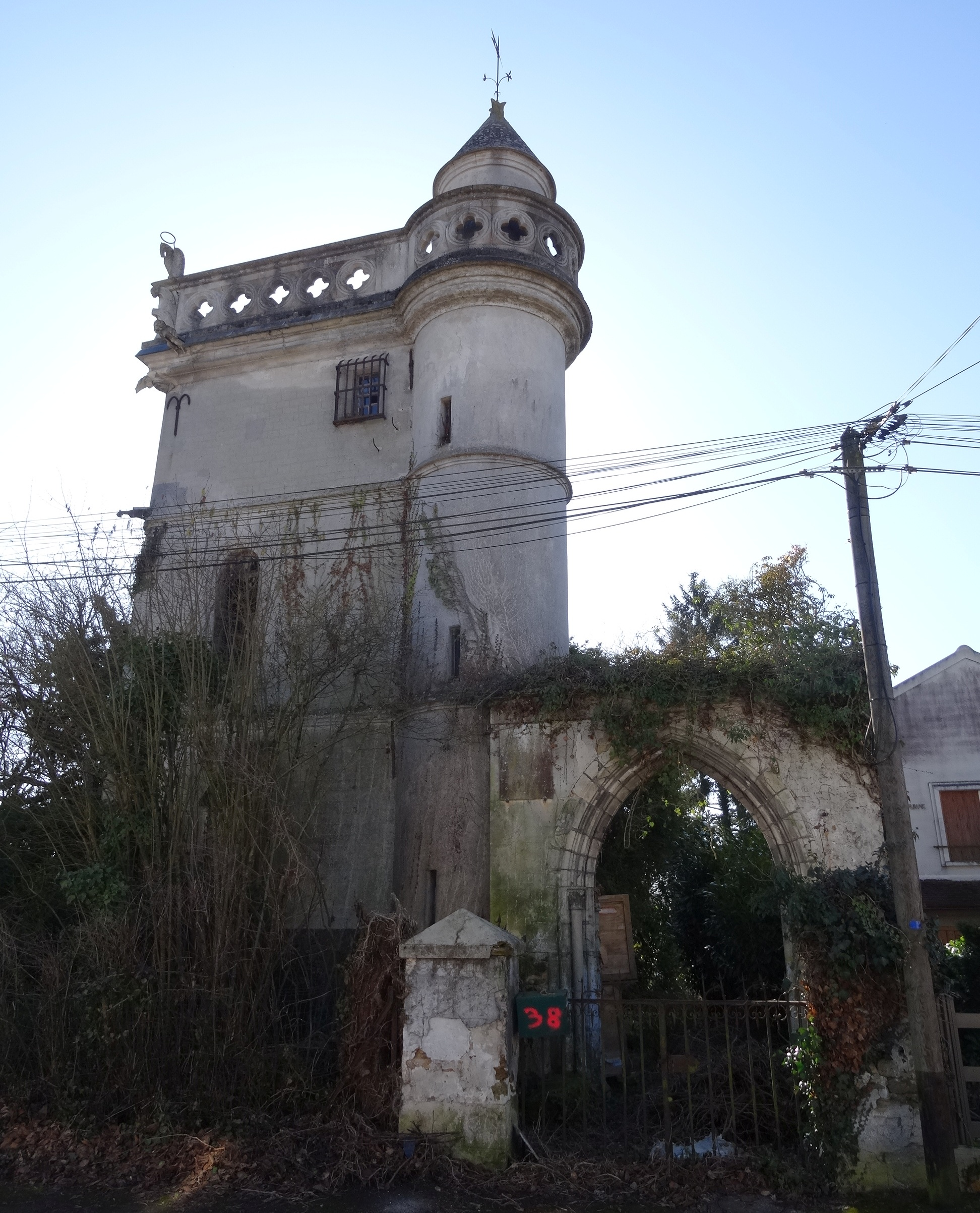
La tour d'Arcy, construite en 1896.

- Vestiges de l'ancienne abbaye Saint-Pierre-de-Chaumes[90]

Abbaye royale, sa fondation remonterait au VIe siècle, sous Childebert Ier et Clotaire Ier. Incendiée et pillée, l'abbaye est reconstruire en 1181. En avril 1475, par ses lettres patentes, Louis XI confirma sa protection royale.
L'abbaye ferme ses portes quelques années, avant la Révolution, puis tombe en ruine.
En 1883, un pastiche de château médiéval est bâti sur ses vestiges. Il accueille jusqu'en 2011 l'école maternelle. C'est devenu aujourd'hui l'Inspection de l’Éducation Nationale de Chaumes-en-Brie.
- La maison de retraite, bâtiment datant du XVIIIe siècle.
- L'ancienne gare de Chaumes qui date de 1893.

#### Édifices situés à l'écart du bourg
- La tour d'Arcy (ou tour saint Firmin)[93].

Édifiée en 1896 par l'acteur Léon Noël, elle est composée d'éléments très divers. Le portail d'entrée est par exemple celui de la chapelle Saint-Firmin de Paris (1257).
- Le château d'Arcy[94].

Il est depuis 2014 un centre de réinsertion sociale et professionnelle pour personnes en difficulté géré par l'association Aurore.
- Le château de Maurevert

Il date du XVIIIe siècle, construit sur l'emplacement d'un château médiéval.
- Le château de Forest[95].

C'est devenu la ferme de Forest qui fut construite sur l'emplacement d'un ancien manoir médiéval. Le principal corps de bâtiment est surmonté d'un pigeonnier.
- La ferme de la Grange Saint-Père était à l'origine une ferme abbatiale.
- Le château de Crénille.

#### Lieux de promenades
- Les bords de l'Yerres et du Bréon.
- Les chemins de randonnée, notamment le GR 1.
- Le chemin piétonnier sur le viaduc de l'Yerres, ancienne voie de chemin de fer.

### Personnalités liées à la commune
- Berceau des Couperin (Louis, François, Charles) (musiciens français de l'époque baroque)
- Berceau de la dynastie des Forqueray  (musiciens)
- Famille Quinton, René Quinton, biologiste, Paul Quinton, médecin soignant gratuitement, Louis Quinton, chevalier de la Légion d'honneur, maire.
- Antoine Parmentier (1757-1813), agronome.
- Antoine Arnauld, abbé de Chaumes, janséniste et mémorialiste
- François Cavanna (1923-2014), écrivain, journaliste et dessinateur humoristique. Ses cendres sont inhumées au cimetière de la commune où il a habité une quarantaine d'années.

### Héraldique et devise
| Blason de Chaumes-en-Brie | Blason  | D’azur aux trois gerbes de blé d’or posées 2 et 1 Ornements extérieursTimbre : couronne murale Feuilles de chêne et de laurier |
| Blason de Chaumes-en-Brie | Détails | Armes parlantes. |